# Lực Quần
Lực Quần (tiếng Trung: 力群; tên khai sinh Hác Lệ Xuân (tiếng Trung: 郝丽春); 1912 –  10 tháng 2 năm 2012) là một nghệ sĩ Trung Quốc nổi tiếng với những bức tranh khắc gỗ.

## Tiểu sử
Lực Quần quê quán ở huyện Linh Thạch, tỉnh Sơn Tây, ông theo học tại Học viện Nghệ thuật Quốc gia Hàng Châu và thành lập Hiệp hội Nghiên cứu Tranh khắc gỗ vào năm 1933. Ông quen với Lỗ Tấn, người đã khuyến khích ông theo đuổi sự nghiệp làm tranh khắc gỗ.

## Sự nghiệp
Ông là thành viên của Ủy ban Nghệ nhân Khắc gỗ Thượng Hải, các thành viên bao gồm Trần Vân Kiều (陈焑桥) và Khương Yến (姜燕). Năm 1940, Lực Quần bắt đầu giảng dạy tại trường nghệ thuật của Lỗ Tấn. Năm năm sau, ông gia nhập Liên đoàn Văn học và Nghệ thuật của Vùng biên giới Jin-Sui và là biên tập viên của Báo ảnh Nhân dân Jin-Sui. Ông tham dự Đại hội Văn học và Nghệ thuật Toàn quốc khai mạc vào tháng 7 năm 1949 và trở thành thành viên của Ủy ban Thường vụ Hiệp hội Hiệp sĩ Trung Quốc và Liên đoàn Văn học và Nghệ thuật Trung Quốc. Ông cũng là chủ tịch của Hiệp hội Văn học và Nghệ thuật tỉnh Sơn Tây và chủ bút của Báo ảnh Sơn Tây.
Năm 1952, ông chuyển đến Bắc Kinh và làm việc cho Nhà xuất bản Mỹ thuật Nhân dân. Ông phục vụ trong nhóm biên tập của tạp chí Fine Arts, đồng thời tiếp tục tích cực sản xuất tranh khắc gỗ. Trong suốt cuộc đời, ông đã tổ chức mười tám cuộc triển lãm nghệ thuật; hầu hết các tác phẩm của ông mô tả cuộc sống ở Trung Quốc trước hoặc sau chủ nghĩa cộng sản. Được mô tả là một người theo chủ nghĩa hiện thực xã hội, ông chỉ trích những người theo chủ nghĩa biểu hiện Trung Quốc về các tác phẩm nghệ thuật, theo quan điểm của ông, đã "trở lại tháp ngà" và "xa rời cuộc sống".

## Qua đời
Ông qua đời vì suy hô hấp vào ngày 10 tháng 2 năm 2012 tại bệnh viện Triều Dương Bắc Kinh, hưởng thọ 100 tuổi.